# Röckwitz

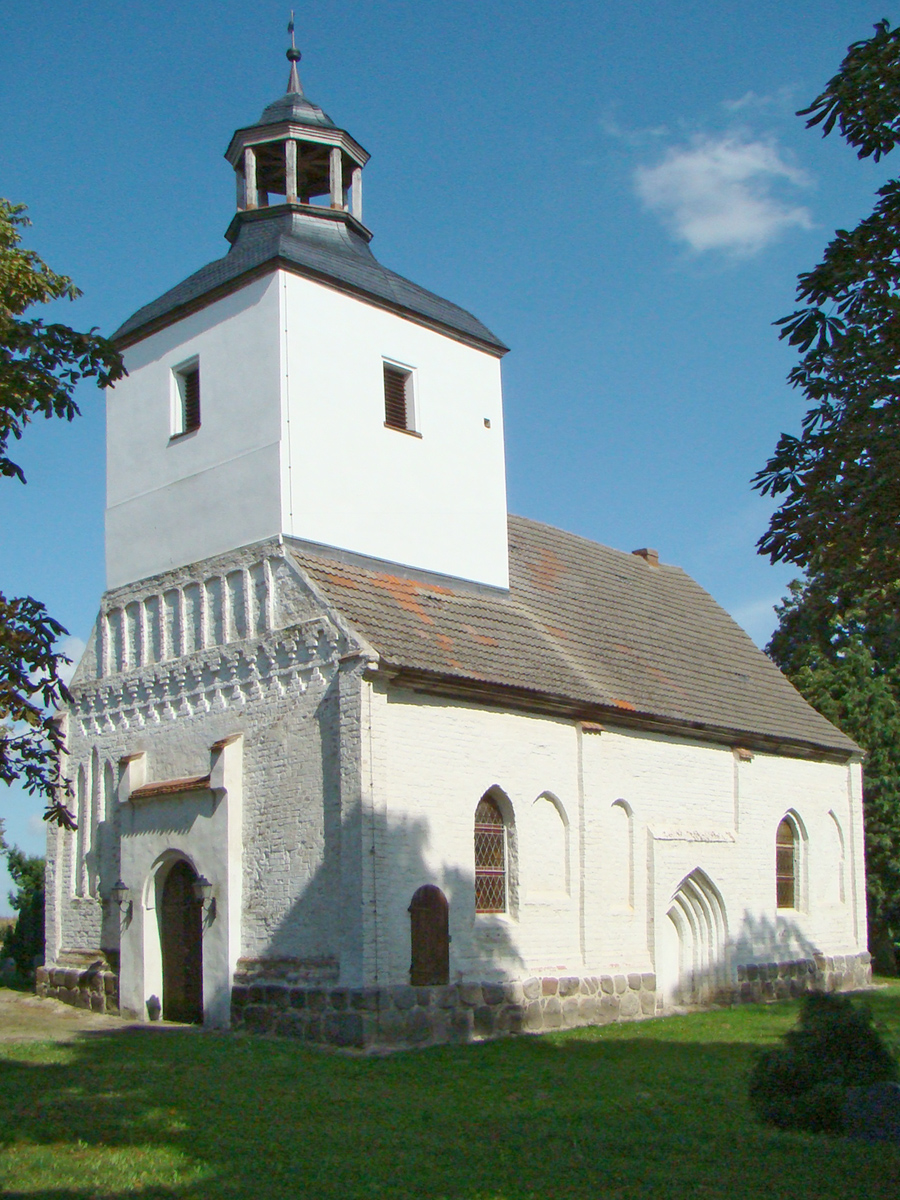
Nhà thờ ở Röckwitz

Röckwitz là một đô thị thuộc huyện Mecklenburgische Seenplatte (trước thuộc Vorpommern-Greifswald (trước thuộc Demmin)), bang Mecklenburg-Vorpommern, Đức. Đô thị Röckwitz có diện tích 14,75 km², dân số thời điểm ngày 31 tháng 12 năm 2006 là 323 người.